# Lou Benningshof

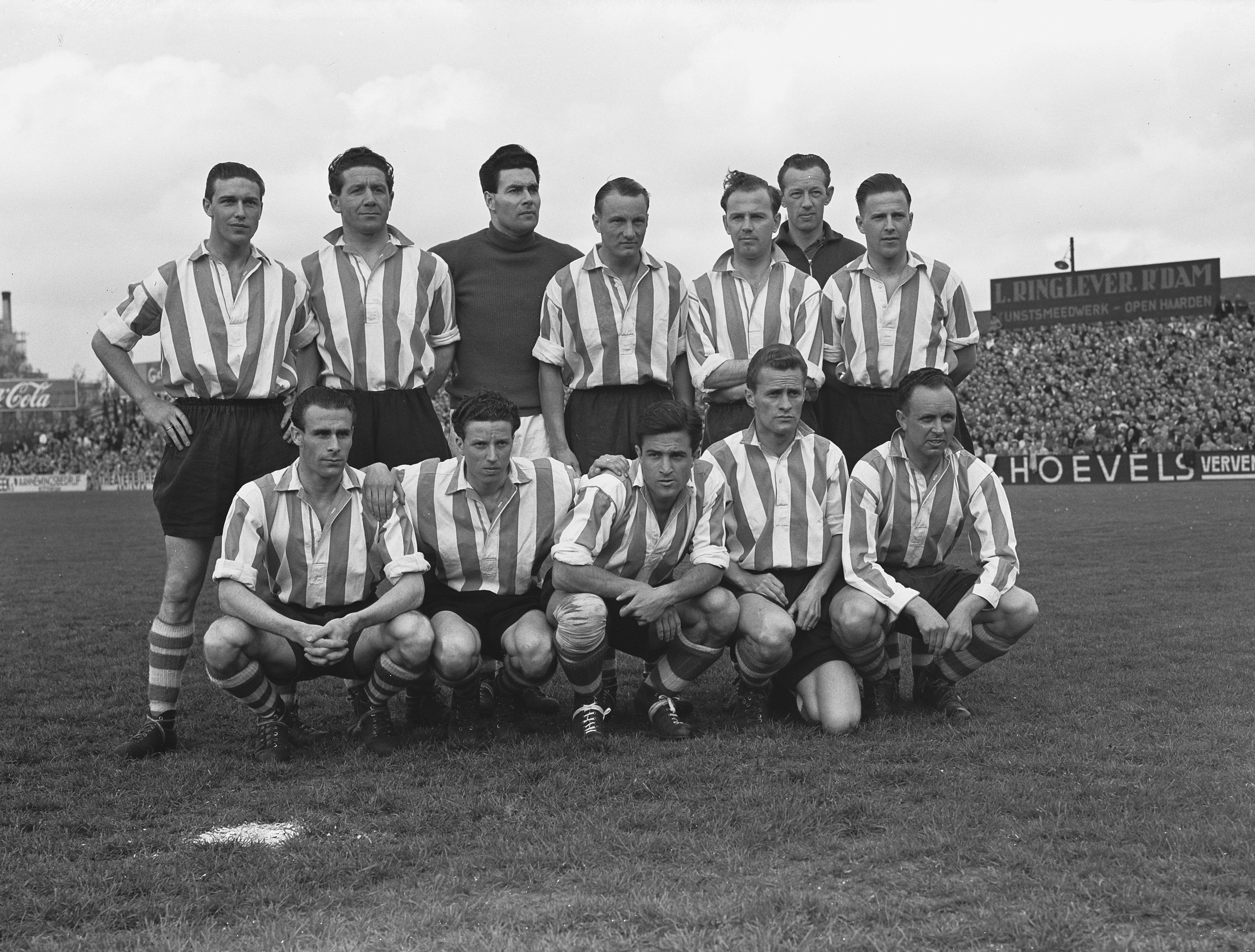
Sparta op 20 april 1952 voor de wedstrijd tegen HBS. Benningshof zittend tweede van rechts.

Hendrik Lodewijk Christiaan  (Lou) Benningshof (Rotterdam, 24 mei 1923 – Gouda, 31 oktober 1997) was een Nederlandse voetballer die als aanvaller uitkwam voor RFC en Sparta.

## Loopbaan
Hij maakte zijn debuut voor Sparta op 10 september 1948 nadat hij was overgekomen van stadgenoot RFC. 
Bij deze club werd hij als elfjarige lid. Zijn vader Chris was een bekende voetballer van RFC die tot na zijn veertigste in het eerste elftal speelde.
Lou Benningshof speelde tien seizoenen voor Sparta. Hij vormde samen met Tonny van Ede een aanvalsduo op de rechterflank en hij stond bekend om zijn pass. 
In 1956 kwalificeerde Sparta zich via het kampioenschap in de Hoofdklasse A voor de nieuw ingestelde Eredivisie. Aanvoerder Benningshof scoorde op de slotdag op 10 juni 1956 het enige doelpunt (1-0) in de derde minuut van de tweede helft thuis tegen Limburgia. Sparta vierde de titel en de promotie terwijl Limburgia door het verlies de Eredivisie misliep.
Hij speelde met Sparta nog twee jaar in de Eredivisie. Door blessures kwam hij in zijn laatste seizoen weinig aan spelen toe.
Benningshof begon zijn trainersloopbaan in het seizoen 1958/59 bij Leonidas. Hij trainde onder andere ook DHZ en De Musschen waar hij in 1973 zijn carrière afsloot. 

## Carrièrestatistieken
| Seizoen | Club   | Land      | Competitie                   | Competitie | Competitie | Beker | Beker | Internationaal | Internationaal | Overig | Overig | Totaal | Totaal |
| Seizoen | Club   | Land      | Competitie                   | Wed.       | Dlp.       | Wed.  | Dlp.  | Wed.           | Dlp.           | Wed.   | Dlp.   | Wed.   | Dlp.   |
| ------- | ------ | --------- | ---------------------------- | ---------- | ---------- | ----- | ----- | -------------- | -------------- | ------ | ------ | ------ | ------ |
| 1940/41 | RFC    | Nederland | Eerste klasse West II        | ?          | ?          | –     | 0     | 0              | 0              | 0      | 0      | ?      | ?      |
| 1941/42 | RFC    | Nederland | Eerste klasse West II        | ?          | ?          | –     | 0     | 0              | 0              | 0      | 0      | ?      | ?      |
| 1942/43 | RFC    | Nederland | Eerste klasse West II        | ?          | 3          | –     | 0     | 0              | 0              | 0      | 0      | ?      | 3      |
| 1943/44 | RFC    | Nederland | Eerste klasse West II        | ?          | 4          | –     | 0     | 0              | 0              | 0      | 0      | ?      | 4      |
| 1945/46 | RFC    | Nederland | Eerste klasse West I         | ?          | 0          | –     | 0     | 0              | 0              | 0      | 0      | ?      | 0      |
| 1946/47 | RFC    | Nederland | Eerste klasse West I         | ?          | 1          | –     | 0     | 0              | 0              | 0      | 0      | ?      | 1      |
| 1947/48 | RFC    | Nederland | Eerste klasse West I         | ?          | 1          | –     | 0     | 0              | 0              | 0      | 0      | ?      | 1      |
| 1948/49 | Sparta | Nederland | Eerste klasse West I         | 17         | 2          | –     | 0     | 0              | 0              | 0      | 0      | 17     | 2      |
| 1949/50 | Sparta | Nederland | Eerste klasse West I         | 13         | 7          | –     | 0     | 0              | 0              | 0      | 0      | 13     | 7      |
| 1950/51 | Sparta | Nederland | Eerste klasse D              | 18         | 2          | –     | 0     | 0              | 0              | 0      | 0      | 18     | 2      |
| 1951/52 | Sparta | Nederland | Eerste klasse D              | 26         | 5          | –     | 0     | 0              | 0              | 0      | 0      | 26     | 5      |
| 1952/53 | Sparta | Nederland | Eerste klasse C              | 25         | 9          | –     | 0     | 0              | 0              | 6      | 1      | 31     | 10     |
| 1953/54 | Sparta | Nederland | Eerste klasse C              | 23         | 7          | –     | 0     | 0              | 0              | 0      | 0      | 23     | 7      |
| 1954/55 | Sparta | Nederland | Eerste klasse D (afgebroken) | 7          | 2          | –     | 0     | 0              | 0              | 0      | 0      | 7      | 2      |
| 1954/55 | Sparta | Nederland | Eerste klasse B              | 25         | 14         | –     | 0     | 0              | 0              | 0      | 0      | 25     | 14     |
| 1955/56 | Sparta | Nederland | Hoofdklasse A                | 34         | 10         | –     | –     | –              | –              | 4      | 0      | 38     | 10     |
| 1956/57 | Sparta | Nederland | Eredivisie                   | 16         | 3          | –     | –     | 0              | 0              | 0      | 0      | 16     | 3      |
| 1957/58 | Sparta | Nederland | Eredivisie                   | 5          | 0          | –     | –     | 0              | 0              | 0      | 0      | 5      | 0      |
| Totaal  | Totaal | Totaal    | Totaal                       | 209        | 70         | –     | –     | –              | –              | 10     | 1      | 219    | 71     |